# Reform- und Entwicklungspartei
Die Reform- und Entwicklungspartei „Unser Ägypten“ (arabisch حزب الإصلاح والتنمية, DMG Ḥizb al-ʾIṣlāḥ wa-t-Tanmiya; Abkürzung RDP von englisch Reform and Development Party) ist eine liberale politische Partei in Ägypten, die sich von der Demokratischen Frontpartei abgespaltet hat.
Sie wurde im Jahre 2009 von Muhammad Anwar Ismat as-Sadat, dem Neffen des ehemaligen ägyptischen Präsidenten und Friedensnobelpreisträgers Anwar as-Sadat, und von dem ägyptischen Milliardär Raymond Lakah gegründet.
Die Reform- und Entwicklungspartei nahm an den Parlamentswahlen in Ägypten 2011/2012 teil und gewann 10 der insgesamt 508 Sitze in der Ägyptischen Volksversammlung.